# Lachenalia carnosa
Lachenalia carnosa är en sparrisväxtart som beskrevs av John Gilbert Baker. Lachenalia carnosa ingår i släktet Lachenalia och familjen sparrisväxter. Inga underarter finns listade i Catalogue of Life.

## Bildgalleri

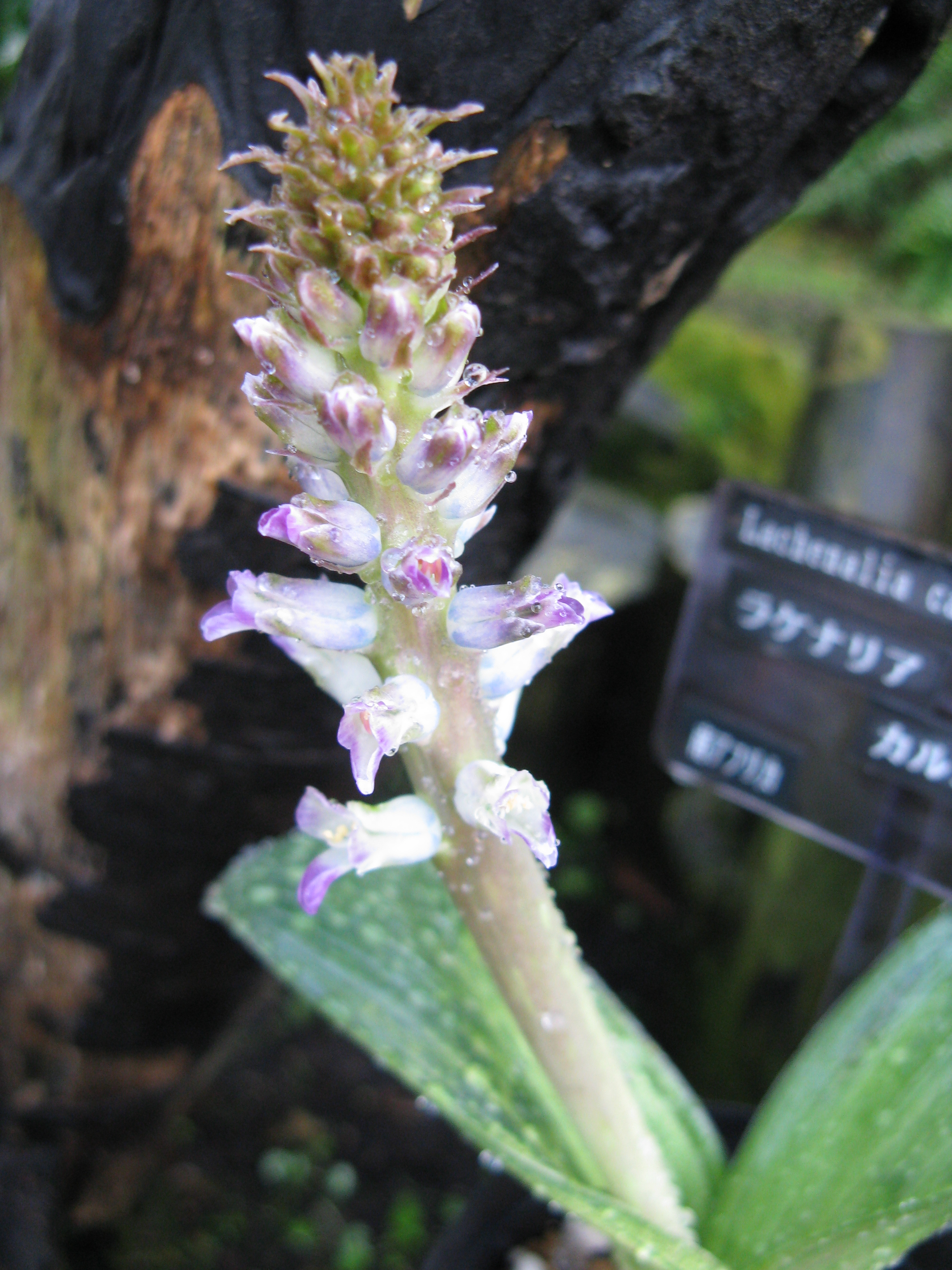
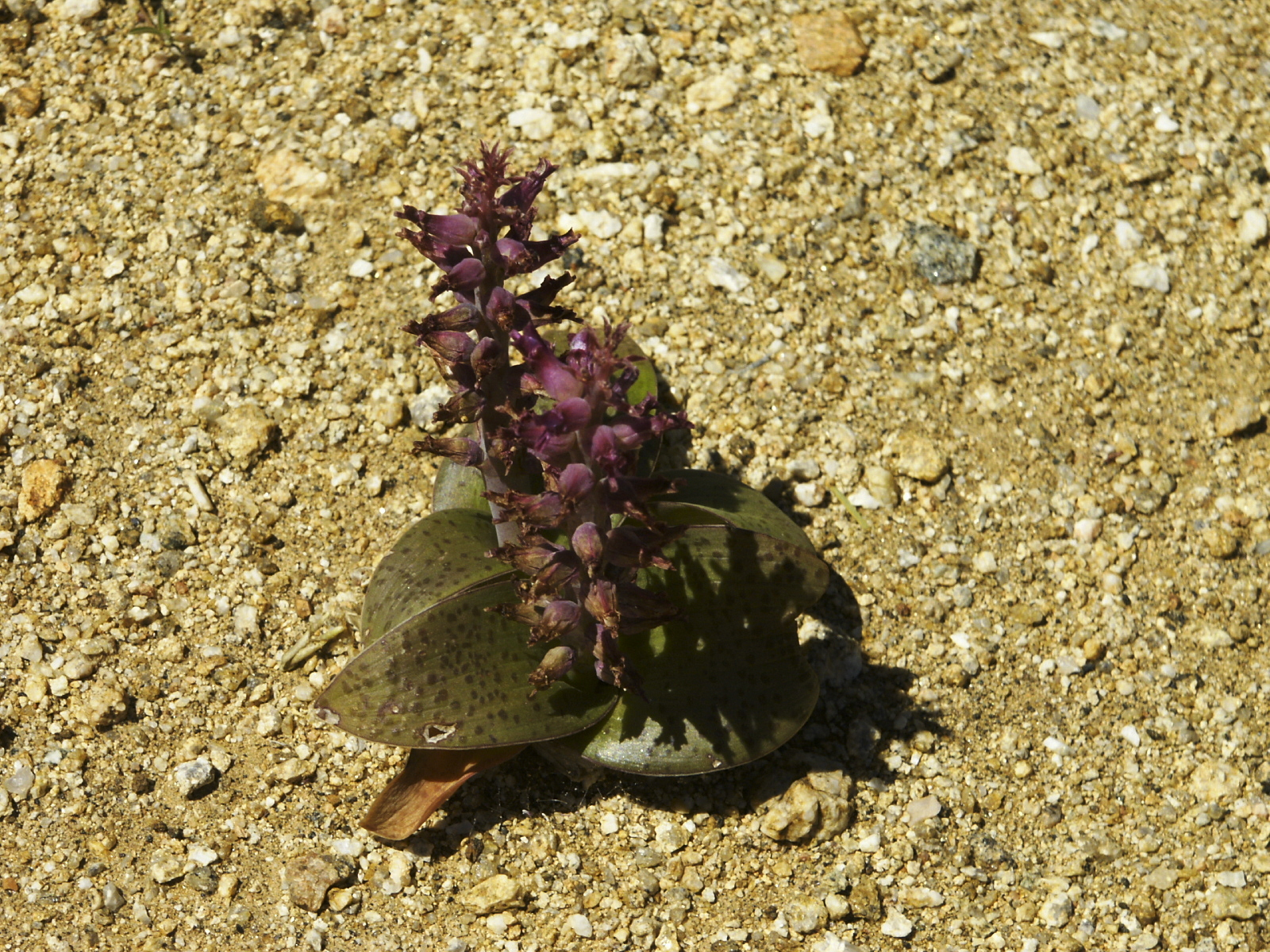